# Mali Iđoš
Mali Iđoš (izvirno srbsko Мали Иђош) je naselje v Srbiji, ki je središče istoimenske občine; slednja pa je del Severnobačkega upravnega okraja.

## Demografija
V naselju živi 4298 polnoletnih prebivalcev, pri čemer je njihova povprečna starost 40,0 let (38,0 pri moških in 41,8 pri ženskah). Naselje ima 2127 gospodinjstev, pri čemer je povprečno število članov na gospodinjstvo 2,57.
To naselje je v glavnem madžarsko (glede na rezultate popisa iz leta 2002), a v času zadnjih treh popisov je opazno zmanjšanje števila prebivalcev.
|  |

| Demografija | Demografija     | Demografija     |
| Leto        | Št. prebivalcev | Št. prebivalcev |
| ----------- | --------------- | --------------- |
|             |                 |                 |
|             |                 |                 |
|             |                 |                 |
|             |                 |                 |
| 1948        | 6989            |                 |
| 1953        | 6803            |                 |
| 1961        | 6860            |                 |
| 1971        | 6603            |                 |
| 1981        | 6271            |                 |
| 1991        | 5803            | 5709            |
| 2002        | 5713            | 5465            |
|             |                 |                 |

| Etnična sestava po popisu iz leta 2002 | Etnična sestava po popisu iz leta 2002 | Etnična sestava po popisu iz leta 2002 | Etnična sestava po popisu iz leta 2002 | Etnična sestava po popisu iz leta 2002 |
| -------------------------------------- | -------------------------------------- | -------------------------------------- | -------------------------------------- | -------------------------------------- |
| Madžari                                | Madžari                                |                                        | 4.767                                  | 87,22%                                 |
| Srbi                                   | Srbi                                   |                                        | 389                                    | 7,11%                                  |
| Romi                                   | Romi                                   |                                        | 119                                    | 2,17%                                  |
| Jugoslovani                            | Jugoslovani                            |                                        | 35                                     | 0,64%                                  |
| Črnogorci                              | Črnogorci                              |                                        | 30                                     | 0,54%                                  |
| Hrvati                                 | Hrvati                                 |                                        | 25                                     | 0,45%                                  |
| Nemci                                  | Nemci                                  |                                        | 10                                     | 0,18%                                  |
| Rusini                                 | Rusini                                 |                                        | 9                                      | 0,16%                                  |
| Bunjevci                               | Bunjevci                               |                                        | 7                                      | 0,12%                                  |
| Muslimani                              | Muslimani                              |                                        | 6                                      | 0,10%                                  |
| Slovenci                               | Slovenci                               |                                        | 5                                      | 0,09%                                  |
| Bošnjaki                               | Bošnjaki                               |                                        | 3                                      | 0,05%                                  |
| Makedonci                              | Makedonci                              |                                        | 2                                      | 0,03%                                  |
| Albanci                                | Albanci                                |                                        | 1                                      | 0,01%                                  |
| Neznano                                | Neznano                                |                                        | 3                                      | 0,05%                                  |